# Pavlodar Airport
Pavlodar Airport är en flygplats i Kazakstan.   Den ligger i oblystet Pavlodar, i den nordöstra delen av landet, 400 km öster om huvudstaden Astana. Pavlodar Airport ligger 120 meter över havet.
Terrängen runt Pavlodar Airport är platt. Runt Pavlodar Airport är det mycket glesbefolkat, med 6 invånare per kvadratkilometer. Närmaste större samhälle är Pavlodar, 10,0 km nordväst om Pavlodar Airport. Trakten runt Pavlodar Airport består i huvudsak av gräsmarker.